# دريقة ثنائية اللون
دريقة ثنائية اللون (الاسم العلمي:Aspidistra bicolor) هي نوع من النباتات تتبع جنس الدريقة من الفصيلة الهليونية. تم وصف هذا النوع من النبات علمياً لأول مرة من قبل هانس-يورغن تيليش سنة 2005.